# 林超 (1917年)
林超（1917年10月—1995年12月26日），男，浙江玉环人，中华人民共和国政治人物。

## 生平
林超是浙江省玉环县城区西门（今属玉城街道）人。1934年，林超经同乡介绍在上海大华无线电公司做学徒。1936年夏，考入国民政府交通部国际电讯局所属的上海国际电台，任技工。1938年夏，调入四川成都川藏电政管理局任技工，之后经中共地下党介绍赴延安，进入中央职工委员会任干事。1942年，在陕甘宁边区负责筹建火柴厂，任厂长、党支部书记。1945年8月，奉命赴东北。9月底，抵达沈阳接管沈阳广播电台。1946年2月，出任东北日报社电台机务主任。4月，任新华社东北总分社电务科副科长。11月，任科长。1947年初，电务科改为电务部，林超任部长。5月22日晚，因东北民主联军总部作战科科长王继芳叛变，国军进攻占领公主岭，林超在国军占领长春前仓促离开。
1949年，中国人民解放军攻占天津后，他担任天津市总工会常委、私人企业委员会副主任等职。7月，任天津市劳动局副局长、局长、党组书记。1961年，任中共中央华北局计划委员会劳动文教局局长。1963年10月，任中华人民共和国劳动部锅炉安全监察局局长。1971年6月，调任新疆维吾尔自治区冶金局党的核心小组组长。1978年4月，任国家劳动总局锅炉压力容器安全监察局局长。1982年10月离休。1995年12月26日，在北京病逝。